# Mamadou Bakary Sangaré
Pour les articles homonymes, voir Sangaré.
Mamadou Bakary Sangaré, dit Blaise Sangaré, est un homme politique malien né le 16 novembre 1954 à Bamako.
Après des études à l’École nationale d'administration (ENA) entre 1976 et 1980, Mamadou Bakary Sangaré devient fonctionnaire affecté au gouvernorat du district de Bamako, puis à l’hôpital de Kati. En 1984, il devient contractuel à la Banque mondiale, puis directeur administratif et financier au Conseil économique et social[Lequel ?] avant de devenir directeur national de la Caisse des retraites du Mali entre 1992 et 1996.
Engagé très tôt dans la politique, il est membre de l’Union nationale des jeunes du Mali (UNJM) de 1978 à 1989, sous le régime de Moussa Traoré. En 1991, il participe à la fondation du Parti pour la démocratie et le progrès (PDP) dont il assure la vice-présidence entre 1991 et 1996 avant de fonder la Convention démocrate sociale (CDS Mogotiguiya) dont il assure la présidence depuis 1996.
Conseiller communal, membre du conseil du cercle de Bougouni, membre de l’Assemblée régionale de Sikasso, Mamadou Bakary Sangaré a été élu en 2007 conseiller national.

## Candidat à l’élection présidentielle de 2007
Mamadou Bakary Sangaré a été investi candidat à l’élection présidentielle malienne de 2007 de la Convention sociale démocrate le 27 mars 2007.
Le 29 avril, il arrive en cinquième position avec 1,58 % des voix au premier tour qui voit la réélection du président sortant Amadou Toumani Touré. Il a réalisé son meilleur score dans la région de Sikasso avec 5,25 % des voix.
Comme les autres candidats de l’opposition regroupés au sein du Front pour la démocratie et la république (FDR), Ibrahim Boubacar Keïta, Soumeylou Boubèye Maïga et Tiébilé Dramé, il conteste les résultats d’un scrutin entaché de fraudes et dépose un recours devant la Cour constitutionnelle. Ce recours est rejeté le 12 mai 2007.
```
Monsieur Mamadou Bakary Sangaré est ancien Conseiller Spécial du Président de la République du Mali, IBRAHIM BOUBACAR KEITA.(2014-2020)
```